# 铁山矾
铁山矾（学名：Symplocos pseudobarberina）为山矾科山矾属下的一个种。

## 扩展阅读
- 維基物種上的相關：铁山矾